# Groupe Dubreuil
Groupe Dubreuil est une holding familial diversifiée, qui détient notamment les compagnies aériennes Air Caraïbes et French Bee.

## Histoire
Le Groupe Dubreuil, d'abord grossiste en épicerie et distribution de carburant, est créé en 1924 par Henri Dubreuil à La Roche-sur-Yon,. Après 1950, l'entreprise développe « un réseau de stations-service en milieu rural »,. En 1961, la société s'associe avec le réseau Spar (grossiste alimentaire).
En 1966, Henri Dubreuil décède d'une crise cardiaque et son fils de 24 ans présent depuis 2 ans dans la société, Jean-Paul Dubreuil, lui succède,,,.
En 1973, deux ans après s'être regroupé avec deux grossistes Spar pour créer Ocedis, l'entreprise s'associe avec le grossiste Disco (Ocedisco). Puis, en 1974, Jean-Paul Dubreuil ouvre son premier supermarché Bravó (devenu Hyper U ensuite), dans un entrepôt de son beau-père à Luçon,,,.

Logotype d'Air Vendée.

Passionné d'aviation, Jean-Paul Dubreuil, qui a passé son brevet de pilote à 17 ans, crée avec deux amis chefs d’entreprise, en 1975, une petite compagnie d'avions taxis : Air Vendée,,. Celle-ci lui permet de diriger pendant quelques années plus facilement le grossiste Disco dont les sites sont répartis dans toute la France,,,.
Parallèlement, le groupe ouvre son premier magasin de bricolage, Bricogite, en 1980 et sa première concession automobile Peugeot en 1987. En 1985, la revente de supermarchés permet au groupe de continuer de se développer dans l'aviation.

Logotype de Regional Airlines.

Air Vendée frôle la faillite et s'associe avec d'autres petites compagnies locales (Airlec, etc.)  pour créer Regional Airlines en 1992,,,. Elle relie des villes de province vers des villes européennes plus importantes,.
En 1996, Regional Airlines est introduite en bourse. Les 10,96 % du capital cédés permettent à la société de lever 33 millions de francs.

Logotype d'Air Caraïbe.

En 1998, l'entreprise rachète Air Caraïbes afin de réduire les impôts du Groupe Dubreuil, puis Air Martinique, Air Guadeloupe, Air Saint-Martin et Air Saint-Barthélemy,.
En l'an 2000, le groupe cède sa participation au capital de Regional Airlines (70 %) à Air France pour 42,7 millions d’euros,,,.
Fin 2003, à la suite de l'arrêt d'Air Lib, une autre compagnie aérienne, le groupe achète à sa filiale Air Caraïbes, pour 150 millions d'euros, un long-courrier afin de relier Paris-Orly aux Antilles,. Elle propose des trajets 15 % moins chers que ceux d'Air France. Sept ans plus tard, elle détient 27 % de parts de marché.
En 2008, l'entreprise vend sa filiale de négoce de fioul pour investir dans le secteur de l'énergie photovoltaïque,.
En 2015, le groupe tente de racheter son concurrent Corsair mais renonce finalement.

Logotype de French Bee.

L'année suivante, le groupe Dubreuil crée une compagnie aérienne long-courrier à bas prix, d'abord nommée French blue, puis French Bee,,.
En 2020, à la suite de l'épidémie de COVID-19, le groupe CMA CGM doit prendre 30 % du capital d'Air Caraïbes et de French Bee, lors de la réalisation d'une augmentation de capital de 50 millions d'euros. L'année suivante, l'accord n'est pas réalisé. Le groupe Dubreuil obtient un PGE de 150 millions d'euros. Fin décembre 2021, les deux filiales aériennes du Groupe Dubreuil sont recapitalisées par le groupe lui-même à hauteur de 15 millions d'euros chacune.
Fin juin 2023, le groupe Dubreuil acte les départs de Jean-Paul Dubreuil et Marc Rochet, un duo qui dirige le groupe depuis vingt ans. Jean-Paul Dubreuil, président de Groupe Dubreuil Aéro (GDA), cède sa place à son fils Paul-Henri Dubreuil, actuellement PDG du groupe familial Dubreuil. Christine Ourmières-Widener prend le poste de directrice générale des compagnies Air Caraïbes, Air Caraïbes Atlantique, French bee et Hi line Cargo en lieu et place de Marc Rochet.

## Activité
Le Groupe Dubreuil est diversifié dans plusieurs secteurs d'activité et détient notamment les compagnies aériennes Air Caraïbes et French Bee.
En 2016, le chiffre d'affaires est réparti entre : le transport aérien (35 %) ; la distribution et la location automobile (31 %) ; la distribution de produits pétroliers (15 %) ;  la distribution de matériel de BTP (10 %) ; la distribution de matériel agricole (7 %) ; les énergies nouvelles (1 %) et l'hôtellerie (1 %).

### Chiffres clés
|                                           | 1995 |  | 1998  |  | 2007  |  | 2010  |  | 2014  |  | 2016  |  | 2022  |  | 2023  |
| ----------------------------------------- | ---- |  | ----- |  | ----- |  | ----- |  | ----- |  | ----- |  | ----- |  | ----- |
| Chiffre d'affaires (en milliards d'euros) | 0,15 |  | 0,3   |  | 1,16  |  | 1,17  |  | 1,43  |  | 1,6   |  | 2,7   |  | 3,16  |
| Résultat net                              |      |  |       |  |       |  |       |  |       |  |       |  |       |  |       |
| Nombre d'employés                         | 700  |  | 1 800 |  | 2 750 |  | 2 900 |  | 3 500 |  | 4 000 |  | 5 600 |  | 6 150 |

D'après le magazine Le Point en 2017, le groupe distribue « 25 % de ses bénéfices annuels à ses employés ».

### Actionnariat et direction
Le groupe est détenu par la famille Dubreuil. Un des enfants de Jean-Paul Dubreuil, Paul-Henri Dubreuil, est le président du directoire depuis 2009,.
La fortune professionnelle de la famille est estimée à 500 millions d'euros par le magazine Challenges en 2021.

## Vendée Globe
Le groupe Dubreuil est l'une des 32 entreprises du secteur privé partenaires de la SAEM Vendée organisatrice du Vendée Globe.
Lors du Vendée Globe 2024-2025, le groupe Dubreuil sponsorise l'Imoca de Sébastien Simon.